# Radzyń (przystanek kolejowy)
Radzyń – dawny wąskotorowy przystanek osobowy w Radzyniu, w gminie Grabów, w powiecie łęczyckim, w województwie łódzkim, w Polsce. Został wybudowany w 1915 roku. W 1993 roku tory zostały rozebrane.